# Arrows A8
Arrows A8  byl vůz formule 1 týmu Barclay Arrows BMW, který se účastnil mistrovství světa v letech 1985 a 1986.
- Model: Arrows A8
- Rok výroby: 1985
- Země původu: Velká Británie
- Konstruktér: Dave Wass
- Debut v F1: Grand Prix Brazílie 1985

## Popis
Nový motor od BMW udělal z Arrows štiku středu, vůz byl mnohem spolehlivější a rychlejší než jeho předchůdce A7. Dvojice nadaných pilotů Thierry Boutsen a Gerhard Berger byli nadějí i do dalšího roku. Zatímco v roce 1985 získali 14 bodů v roce 1986 se zastaralý A8 neprosazuje a bere jen 1 bod v Grand Prix Rakouska.

### Barevné řešení vozu
Arrows A8 používal v obou sezonách krémově béžové zabarvení s podélným hnědo červeným pruhem. Loga hlavních sponzorů Barclay ze společnosti British American Tobacco, italského výrobce elektrospotřebičů De Longhi, BMW, Camozzi, Champion, Glasurit, Goodyear, Koni, Millfix, Pneumatic, Shell a USF&G.

## Technická data
- Motor: BMW M12/13
  - L4
  - Objem: 1499 cc
  - Vstřikování Bosch
  - Palivový systém Kugelf
  - Palivo Castrol
  - Výkon: 900/10500 otáček
  - Převodovka: Hewland 5stupňová.
  - Pneumatiky: Goodyear
  - Hmotnost 545 kg

## Kompletní výsledky ve formuli 1
| Legenda k tabulce | Legenda k tabulce                                                                       |
| Barva             | Výsledek                                                                                |
| ----------------- | --------------------------------------------------------------------------------------- |
| Zlatá             | Vítěz                                                                                   |
| Stříbrná          | 2. místo                                                                                |
| Bronzová          | 3. místo                                                                                |
| Zelená            | Bodované umístění                                                                       |
| Modrá             | Nebodované umístění                                                                     |
| Modrá             | Dokončil neklasifikován (NC)                                                            |
| Fialová           | Odstoupil (Ret)                                                                         |
| Červená           | Nekvalifikoval se (DNQ)                                                                 |
| Červená           | Nepředkvalifikoval se (DNPQ)                                                            |
| Černá             | Diskvalifikován (DSQ)                                                                   |
| Bílá              | Nestartoval (DNS)                                                                       |
| Bílá              | Závod zrušen (C)                                                                        |
| Světle modrá      | Pouze trénoval (PO)                                                                     |
| Světle modrá      | Páteční testovací jezdec (TD)                                                           |
| Bez barvy         | Netrénoval (DNP)                                                                        |
| Bez barvy         | Vyřazen (EX)                                                                            |
| Bez barvy         | Nepřijel (DNA)                                                                          |
| Bez barvy         | Odvolal účast (WD)                                                                      |
| Bez barvy         | Nezúčastnil se (prázdné)                                                                |
| Označení          | Význam                                                                                  |
| Tučnost           | Pole position                                                                           |
| Kurzíva           | Nejrychlejší kolo                                                                       |
| †                 | Jezdec nedojel do cíle, ale byl klasifikován, protože odjel více než 90 % délky závodu. |
| ‡                 | Byl udělován poloviční počet bodů, protože bylo odjeto méně než 75 % délky závodu.      |
| Horní index       | Umístění bodujících jezdců ve sprintu                                                   |

| Rok  | Šasi      | Motor                      | Pneu | Jezdci           | 1   | 2   | 3   | 4   | 5   | 6   | 7   | 8   | 9   | 10  | 11  | 12  | 13  | 14  | 15  | 16  | Body | Umístění |
| ---- | --------- | -------------------------- | ---- | ---------------- | --- | --- | --- | --- | --- | --- | --- | --- | --- | --- | --- | --- | --- | --- | --- | --- | ---- | -------- |
| 1985 | Arrows A8 | BMW M12/13 (Mader) 1.5 L4T | G    |                  | BRA | POR | SMA | MON | KAN | USA | FRA | GB  | NĚM | RAK | HOL | ITA | BEL | EUR | JAR | AUS | 14   | 8.       |
| 1985 | Arrows A8 | BMW M12/13 (Mader) 1.5 L4T | G    | Gerhard Berger   | Ret | Ret | Ret | Ret | 13  | 11  | Ret | 8   | 7   | Ret | 9   | Ret | 7   | 10  | 5   | 6   | 14   | 8.       |
| 1985 | Arrows A8 | BMW M12/13 (Mader) 1.5 L4T | G    | Thierry Boutsen  | 11  | Ret | 2   | 9   | 9   | 7   | 9   | Ret | 4   | 8   | Ret | 9   | 10  | 6   | 6   | Ret | 14   | 8.       |
| 1986 | Arrows A8 | BMW M12/13 (Mader) 1.5 L4T | G    |                  | BRA | ŠPA | SMA | MON | BEL | KAN | USA | FRA | GB  | NĚM | HUN | RAK | ITA | POR | MEX | AUS | 1    | 10.      |
| 1986 | Arrows A8 | BMW M12/13 (Mader) 1.5 L4T | G    | Marc Surer       | Ret | Ret | 9   | 9   | 9   |     |     |     |     |     |     |     |     |     |     |     | 1    | 10.      |
| 1986 | Arrows A8 | BMW M12/13 (Mader) 1.5 L4T | G    | Thierry Boutsen  | Ret | 7   | 7   | 8   | Ret | Ret | Ret | Nc  | Nc  |     | Ret |     | 7   | 10  | 7   | Ret | 1    | 10.      |
| 1986 | Arrows A8 | BMW M12/13 (Mader) 1.5 L4T | G    | Christian Danner |     |     |     |     |     |     | Ret | 11  | Ret | Ret |     | 6   | 8   | 10  | 9   | Ret | 1    | 10.      |